# Ornitina N-benzoiltransferasi
La ornitina N-benzoiltransferasi è un enzima appartenente alla classe delle transferasi, che catalizza la seguente reazione:
2 benzoil-CoA + L-ornitina ⇄ 2 CoA + N2,N5-dibenzoil-L-ornitina